# Amalactus aterrimus
Amalactus aterrimus – gatunek chrząszcza z rodziny ryjkowcowatych.

## Zasięg występowania
Ameryka Południowa i Północna, występuje w Argentynie, Surinamie, Wenezueli, oraz w Ameryce Środkowej.

## Budowa ciała
Ciało silnie wydłużone. Na pokrywach wyraźne, gęste, grube podłużne punktowanie. Przedplecze niemal okrągłe w zarysie, gęsto i drobno punktowane po bokach i gładkie w centralnej części.
Ubarwienie całego ciała czarne, połyskujące.